# 假报春属
假报春属（学名：Cortusa）是报春花科下的一个属，为多年生、被毛草本植物。该属共有约10种，分布于欧洲和亚洲。